# Telegrafengesellschaft

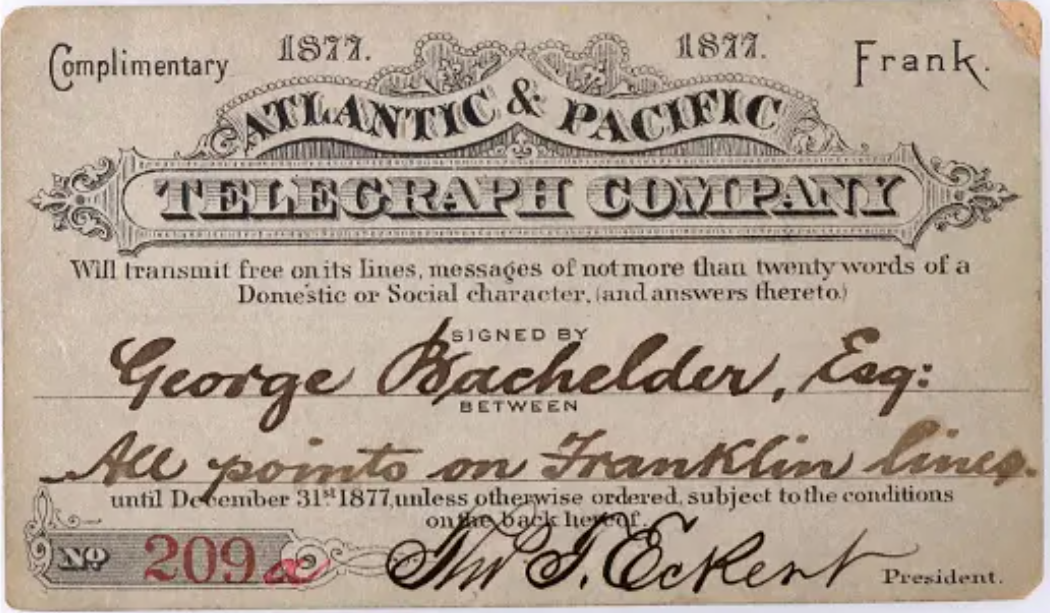
Dokument der Telegrafengesellschaft A&P (1877)

Zeitgenössische Illustration zum Transatlantikkabel (1865)

Telegrafengesellschaften (englisch Telegraph companies), auch als Kabelgesellschaften  (englisch Cable companies) bezeichnet, waren hauptsächlich während der zweiten Hälfte des 19. Jahrhunderts tätige Unternehmen, die Telegrafenlinien planten, errichteten und betrieben. Dazu gehörten sowohl Strecken an Land als auch mithilfe von Unterseekabeln durch Meeresgebiete verlegte Verbindungen.

## Geschichte
Nach den ersten, teilweise noch experimentellen elektromagnetischen Nachrichtenübertragungsstrecken, angefangen mit dem von 1833 bis 1845 in Göttingen über eine Entfernung von einem Kilometer betriebenen Gauß-Weber-Telegrafen, entwickelte sich die elektrische Telegrafie rasant weiter und bewirkte in den nachfolgenden Jahrzehnten eine revolutionäre Verbesserung der weltweiten Telekommunikation. In schneller Folge wurden immer mehr Linien von zunächst Dutzenden, dann hunderten und schließlich tausenden Kilometern Länge gebaut, die zu Netzwerken zusammenwuchsen. Gegen Ende des 19. Jahrhunderts gab es Telegrafennetze in vielen Staaten der Erde und die Kontinente waren untereinander weltweit verbunden.
Entsprechend der immensen Bedeutung dieser neuen Technologie für viele Gebiete des menschlichen Handelns, wie Politik, Wirtschaft, Kultur und Sport, sowie der Kosten, die der Ausbau der Telegrafenlinien verursachte, entstanden bereits früh zahlreiche Kapitalgesellschaften, um die notwendigen Finanzmittel zu beschaffen. Diese gingen ein hohes, teilweise ein zu hohes unternehmerisches Risiko ein. Manche scheiterten, nachdem unvorhergesehene Probleme auftraten. Beispielsweise der Bau des transatlantischen Telegrafenkabels zwischen Europa und Nordamerika missglückte mehrfach aus unterschiedlichen Gründen und zog sich über nahezu zehn Jahre von 1857 bis 1866 hin, bevor er endlich gelang. Umgekehrt lockten hohe Gewinne, die durch den erfolgreichen Betrieb von Telegrafenlinien über viele Jahre hinweg zu erwirtschaften waren.
Mit Aufkommen der „drahtlosen“ Telegrafie zu Beginn des 20. Jahrhunderts verlor die Kabeltelegrafie an Bedeutung und wurde obsolet.